# Schöpflin Stiftung
Die Schöpflin Stiftung ist eine regional und bundesweit tätige gemeinnützige Stiftung des bürgerlichen Rechts mit Sitz in Lörrach. Sie ist sowohl operativ als auch fördernd aktiv und engagiert sich in den Bereichen Prävention, Bildung, Journalismus, Wirtschaft und Demokratie.

## Geschichte
Die Schöpflin Stiftung wurde von den Geschwistern Hans Schöpflin, Albert Schöpflin und Heidi Junghanss gegründet, den Kindern des Unternehmers und Ehrenbürgers von Lörrach Hans Schöpflin. Dieser hatte nach dem Zweiten Weltkrieg das von Wilhelm Schöpflin 1907 als Gemischtwarenladen begonnene Familienunternehmen zum Großversandhaus Schöpflin ausgebaut, das 1964 von Quelle übernommen wurde. Sein Sohn Hans Schöpflin verdient seit den 1980er-Jahren Geld als Wagniskapitalgeber.
Nach dem Drogentod seines Sohnes Axel im Jahr 1995 gründete Hans Schöpflin 1998 zunächst in seiner damaligen Wahlheimat Kalifornien die Panta Rhea Foundation, bevor er 2001 nach Lörrach zurückkehrte und gemeinsam mit seinen Geschwistern die Schöpflin Stiftung gründete.
Auf dem Gelände des Elternhauses wurde zunächst 2002 die Villa Schöpflin eingerichtet, 2004 dann das Kinder- und Gärtnerhaus Schöpflin, 2011 wurde der Werkraum Schöpflin eingeweiht. Im Jahr 2017 wurde mit dem Projekt „Fabric“ ein kreativ-partizipativer Prozess zur Entwicklung eines neuen Stadtquartiers gestartet. Zum Schuljahr 2021/22 hat die Stiftung eine Grundschule in eigener Trägerschaft in Lörrach-Brombach eröffnet. Darüber hinaus ist die Stiftung deutschlandweit fördernd tätig und errichtete in Berlin mit Publix ein Haus für Journalismus und Öffentlichkeit.

## Vorstand und Beirat
Seit April 2016 leitet Tim Göbel, Mitgründer und ehemaliger Vizepräsident der Zeppelin Universität die Schöpflin Stiftung als Geschäftsführender Vorstand. Bis Ende 2024 teilte er sich die Leitung mit dem Stiftungsgründer und damaligen Vorstandsvorsitzenden Hans Schöpflin, der seit 2025 Vorsitzender des Stiftungsbeirats ist.
Langjährige Beiratsmitglieder und inzwischen Ehrenmitglieder des Beirats sind Hans Schöpflins Geschwister Albert Schöpflin und Heidi Junghanss. Ihr Beiratsmandat haben sie im Jahr 2021 jeweils an eine ihrer Töchter übergeben. Langjähriges Beiratsmitglied war zudem die ehemalige Oberbürgermeisterin von Lörrach Gudrun Heute-Bluhm. Zum Beirat gehören aktuell die Landrätin des Landkreises Lörrach Marion Dammann, der Rechtsanwalt Ingo Michelsen, Felicitas von Peter, Axel Seemann sowie Hans Schöpflins Tochter Lisl Schöpflin (Stellvertretende Beiratsvorsitzende). Seit 2021 ist eine Position im Beirat zudem immer durch einen Vertreter aus dem Kreis der aktuellen oder ehemaligen Förderpartner der Stiftung besetzt.

## Stiftungseinrichtungen

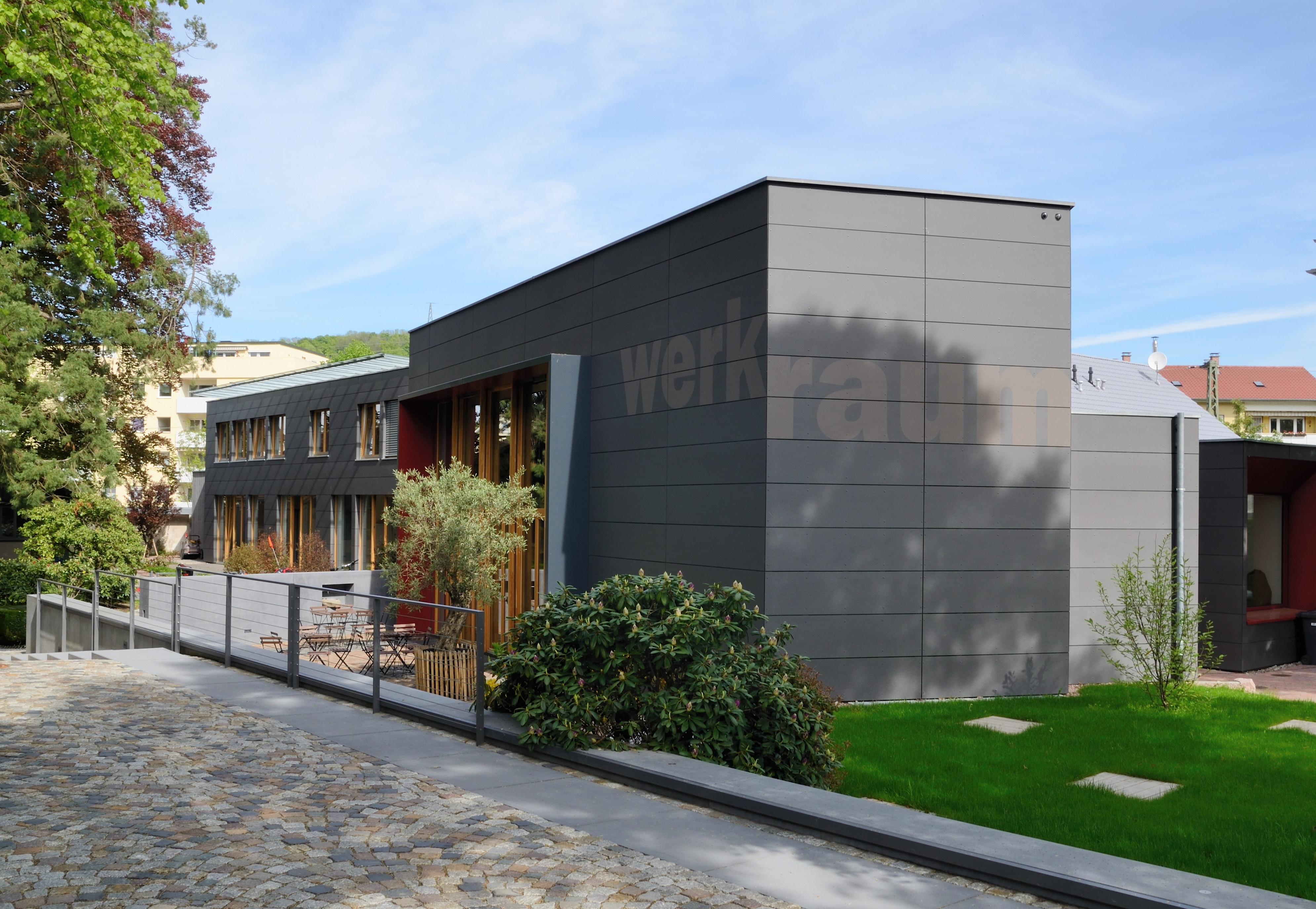
Werkraum Schöpflin in Brombach

### Villa Schöpflin
Die Villa Schöpflin wurde 2002 als Zentrum für Drogen- und Alkoholprävention gegründet. Inzwischen leistet sie zusätzlich Aufklärungs- und Präventionsarbeit im Bereich Glücksspiel und digitale Medien. Die Schöpflin Stiftung stellt der Villa Schöpflin das ehemalige Wohnhaus der Familie Schöpflin zur Verfügung. Die Präventionsarbeit der Villa Schöpflin wird auch durch die öffentliche Hand gefördert.

### Werkraum Schöpflin
Der Werkraum Schöpflin versteht sich als Kultur- und Debattenort und möchte als „Haus der Unruhe“ das gesellschaftliche Leben in Lörrach bereichern. Sein Programm umfasst u. a. Theater, Konzerte, Lesungen, Debatten und Ausstellungen und richtet sich gleichermaßen an Kinder und Jugendliche wie Erwachsene. Darüber hinaus veranstaltet der Werkraum Ferien-Workshops und Leseclubs für Kinder.

### Fabric
Mit „Fabric – Planung als Plattform“ startete die Stiftung im Jahr 2017 eine von dem Hamburger Konzeptkünstler Christoph Schäfer entwickelte Strategie zur Erprobung einer neuen Art der Stadtentwicklung. Auf dem brachliegenden Areal gegenüber der Villa Schöpflin soll auf der Grundlage eines kreativ-partizipativen Prozesses ein neuer Park und zunächst ein Gebäude entstehen.

### Schöpflin Schule
Die Schöpflin Schule in Lörrach-Brombach wurde zum Schuljahr 2021/22 eröffnet. Sie ist eine staatlich genehmigte, jahrgangsübergreifende Grundschule mit gebundenem Ganztagesbetrieb und künstlerisch-kulturellem Profil in Trägerschaft der Schöpflin Stiftung.

### Publix
In Berlin-Neukölln hat die Schöpflin Stiftung ein „Haus für Journalismus und Öffentlichkeit“ gebaut. Publix will Medienschaffenden und der Zivilgesellschaft einen Rahmen für Bildung, Austausch und Debatte bieten und Wissen zu Themen wie Polarisierung, digitale Meinungsbildung und Informationsfreiheit bündeln. Auf mehr als 4.000 Quadratmetern und mehreren Etagen haben sich Organisationen und Redaktionen angesiedelt, es gibt Co-Working-Arbeitsplätze, Wohn- und Meetingräume, ein Café und Veranstaltungsflächen. Die Eröffnung hat im September 2024 stattgefunden.

### Nido – Montessori Kinderhaus Lörrach
Das Nido – Montessori Kinderhaus Lörrach für Kinder von eins bis drei Jahren wird finanziell durch die Schöpflin Stiftung unterstützt. Träger ist die Montessori Kinderhaus Lörrach gGmbH, zu der auch das Kinderhaus auf dem Bühl gehört.

## Fördernde Tätigkeit
Die Schöpflin Stiftung förderte 2024 rund 40 Projekte und Initiativen in drei verschiedenen Förderschwerpunkten sowie im Bereich Journalismusförderung mit Fördersummen zwischen 1.500 Euro und 250.000 Euro pro Jahr. Die Förderbereiche sind aktuell (Stand 2025): 

### Wirtschaft und Demokratie
Im Förderbereich Wirtschaft und Demokratie fördert die Stiftung Initiativen, die einen Beitrag zur Weiterentwicklung der Demokratie leisten oder dazu beitragen, die Macht der Konzerne gegenüber der Zivilbevölkerung einzuhegen.
Zu den bekanntesten Förderprojekten zählen AlgorithmWatch, Correctiv, HateAid, Mehr Demokratie, der Bürgerrat Demokratie, die Bürgerbewegung Finanzwende, foodwatch, Lobbycontrol, das European Center for Constitutional and Human Rights und das Maxim-Gorki-Theater.

### Lernen und Partizipation
Im Förderbereich Lernen und Entwicklung fördert die Stiftung innovative Ansätze aus den Bereichen Kreativität und Partizipation sowie Institution und Innovation. Zu den größten Förderprojekten gehören Das macht Schule, ProjectTogether und Teach First Deutschland.

### Infrastruktur und Beziehung
Im Bereich Infrastruktur und Beziehung fördert die Schöpflin Stiftung seit 2021 Initiativen, Sozialunternehmen und NGOs, die sich themenübergreifend für die Belange zivilgesellschaftlicher Organisationen einsetzen und diese strukturell stärken. Unter den geförderten Organisationen sind z. B. More in Common Deutschland, Phineo, und das Social Entrepreneurship Netzwerk Deutschland.

### Ehemalige Förderungen
Zu bekannten ehemaligen Förderprojekten zählen die Ashoka Stiftung Deutschland, Education Y, Joblinge, Start with a Friend, Über den Tellerrand und die europäische Kampagnenplattform WeMove.

### Strategische Initiativen
Förderprojekte, die aus dem Kontakt mit Menschen, zivilgesellschaftlichen Organisationen und anderen Stiftungen entstehen und nicht Teil der Programmbereiche sind, werden von der Schöpflin Stiftung als strategische Initiativen aufgegriffen. Dazu zählt bspw. der Flow Fund – ein mit 225.000 Euro ausgestatteter Fonds, der die demokratische Teilhabe und den gesellschaftlichen Zusammenhalt in ostdeutschen Bundesländern stärken soll.

## Stiftungsvermögen
Gemäß der Satzung beträgt das Grundkapital der Schöpflin Stiftung 100.000 Euro, zudem kommen noch Besitztümer in Form der Grundstücke und Gebäude der Stiftung hinzu. Der Großteil der jährlichen Mittel der Stiftung von rund 12 Millionen Euro stammt aus den unternehmerischen Tätigkeiten von Hans Schöpflin. Weitere Mittel erhalten Einheiten der Stiftung – wie die Schöpflin Schule oder die Villa Schöpflin – von der öffentlichen Hand.